# Cerkiew Opieki Matki Bożej w Orepiczach
Cerkiew pod wezwaniem Opieki Matki Bożej – zabytkowa prawosławna cerkiew parafialna w Orepiczach (obwód brzeski, rejon żabinecki), w dekanacie żabineckim eparchii brzeskiej i kobryńskiej Egzarchatu Białoruskiego Patriarchatu Moskiewskiego.
Cerkiew wzniesiono w 1761 r. Jest to budowla drewniana, na planie prostokąta. Od frontu znajduje się dobudowana w XIX w. czworoboczna, nieforemna, dwukondygnacyjna wieża, kryta dachem namiotowym zwieńczonym niewielką kopułką z krzyżem. Do prezbiterium przylegają dwie niskie zakrystie. Na dachu nad prezbiterium znajduje się kopułka z krzyżem.